# Cormoran de Crozet
Leucocarbo melanogenis
Espèce

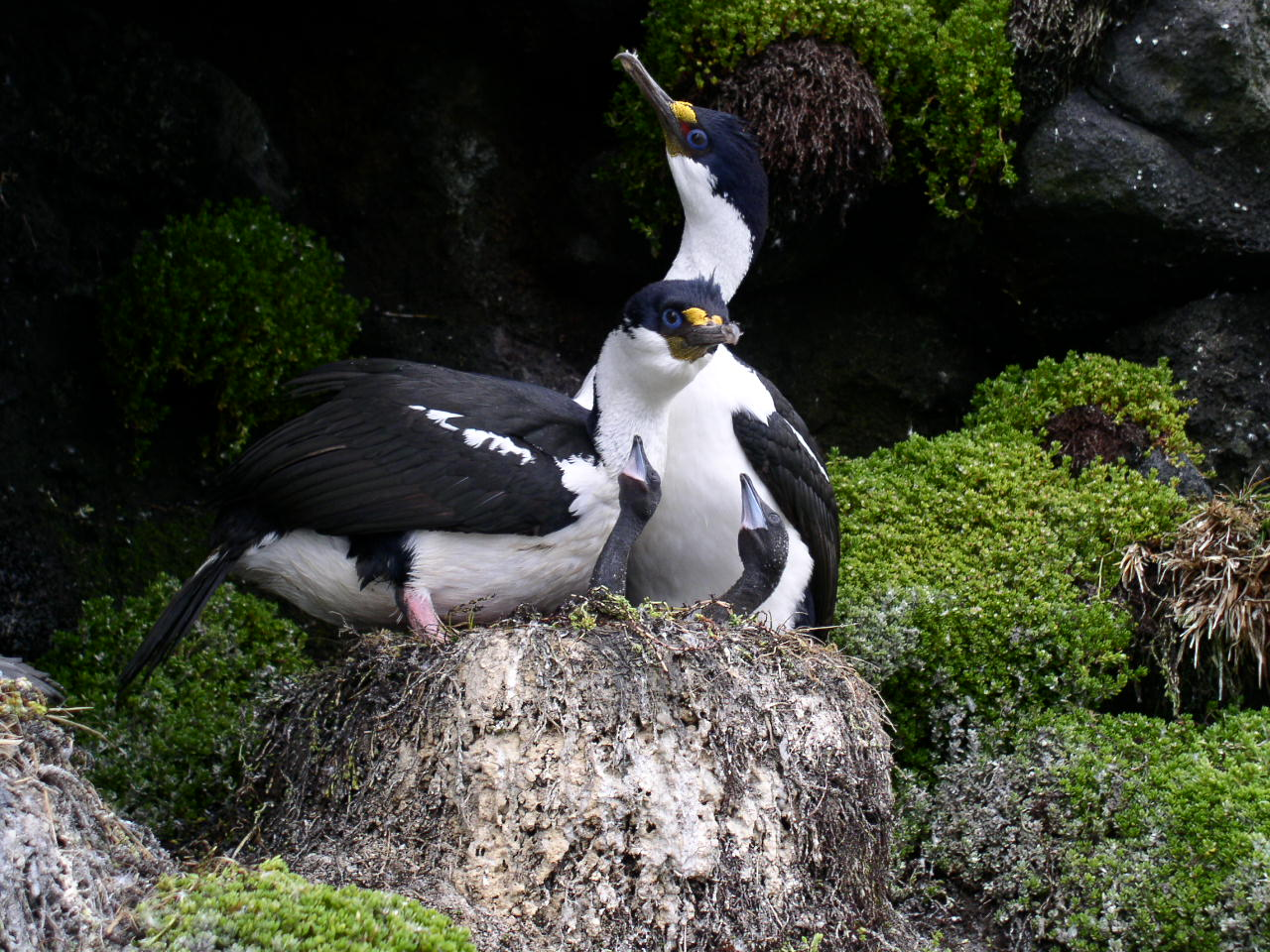
Couple de cormorans de Crozet sur nid avec leurs poussins (île de la Possession).

Le Cormoran de Crozet (Leucocarbo melanogenis) est une espèce d'oiseaux de la famille des Phalacrocoracidae. Elle était et est encore parfois considérée comme une sous-espèce du Cormoran impérial (L. atriceps).

## Répartition
Son aire s'étend à travers les îles Crozet et l'archipel du Prince-Édouard.